# Carson City (filme)
Carson City é um filme norte-americano de 1952, do gênero faroeste, dirigido por Andre DeToth e estrelado por Randolph Scott e Lucille Norman.
Carson City foi o primeiro filme em WarnerColor, o equivalente da Warner Bros. ao Eastmancolor. Segundo o autor de The Warner Bros. Story, esse processo ultraclaro é o verdadeiro astro do filme.

## Sinopse
Silent Jeff Kincaid, engenheiro, deseja construir uma ferrovia entre Carson City e Virginia City, mas os residentes são contra, porque, segundo eles, onde há trens há bandidos. De fato, a quadrilha de Big Jack Davis e Jim Squires planeja saquear Carson City. Quando Silent Joe jura livrar a cidade desses criminosos, eles o surpreendem com uma acusação de homicídio.

## Elenco
| Ator/Atriz       | Personagem          |
| ---------------- | ------------------- |
| Randolph Scott   | Silent Jeff Kincaid |
| Lucille Norman   | Susan Mitchell      |
| Raymond Massey   | Big Jack Davis      |
| Richard Webb     | Alan Kincaid        |
| James Millican   | Jim Squires         |
| Larry Keating    | William Sharon      |
| George Cleveland | Henry Dodson        |
| William Haade    | Hardrock Haggerty   |
| Don Beddoe       | Zeke Mitchell       |
| Thurston Hall    | Charles Crocker     |
| Vince Barnett    | Henry               |